# Berlue
La berlue est un ancien terme médical utilisé dès le XIIe siècle pour définir un symptôme qui correspond à une sensation visuelle anormale avec la perception d'objets ou de lumière qu'on n'a pas réellement devant les yeux.

## Étymologie
Deux versions sont proposées
- Le Dictionnaire de l’Académie française  présente ce terme comme une forme dérivée de lucere (luire), de l'italien barlume (avec le préfixe ber ou bar qui a un sens péjoratif) [2].
- Le Dictionnaire étymologique de Bloch-Wartburg, la plus grande autorité reconnue dans le monde universitaire, donne une origine beaucoup plus compliquée : le mot serait issu du grec pompholix, « bulle d'eau » qui aurait donné en latin famfaluca, devenu *biluca par changement de préfixe dès le bas-latin, avec évolution en *belue, puis berlue[3].

## Mot ancien
On parlait aussi jusqu'au XVIIe siècle de berluette, de brelue, d'ébrelue, de beurlu, de bluette.

## De nos jours
Mot vieilli qu'on retrouve principalement dans l'expression française « avoir la berlue » qui signifie percevoir des choses imaginaires.
De nos jours, bien que le mot ait donné naissance au mot éberlué, il n'est plus utilisé ; médicalement, on parlera de myodésopsie, de phosphène ou de scotome.